# غرميانو
غرميانو هو أحد قصور بلدية تامست الواقعة ضمن دائرة فنوغيل بولاية أدرار الجزائرية، ويقدر عدد سكانه بحوالي 1000 نسمة، يبعد عن عاصمة الولاية حوالي 50 كلم .

## أصل التسمية
- أصلها في الزناتية أغرم يانو وهي مركبة من قسمين آغرم وتعني (بلاد) ويانو وتعني (متاعي) أي بلاد متاعي.[1]
- أصلها في الطارقية المدينة بصفة عامة وجمعها ايغرمان.[1]
- تاغرمت: وتعني المدينة الصغيرة وجمعها تيغرمين.[1]

## الموقع
يحد قصر غرميانو من الشمال تيطاف، من الشرق والجنوب الحمادة ومن الغرب واحات تيوريرين، تماسخت.

## التاريخ
1269 م قدوم الشيخ التوجي من الساقية الحمراء إلى أولاد عروسة واستقر بغرميانو وطرد منها اليهود.

## الفلاحة
يعمل أغلب سكان قصر غرميانو في الفلاحة التي يغلب عليها غرس النخيل ويستعمل السكان تقنية الفقارة لتوفير المياه للسقي، نجد بغرميانو أربعة عشرة فقارة هي:

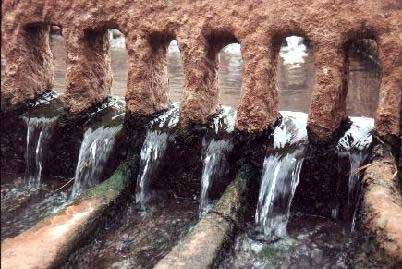
قصري لتقسيم ماء الفقارة

| إسم الفقارة | عدد الآبار |
| ----------- | ---------- |
| عبد الحق    | 350        |
| بايوسف      | 350        |
| عثمان       | 305        |
| تاورير      | 260        |
| أولاد عيسى  | 337        |
| ساهلة       | 170        |
| عمور        | ؟          |
| أنفوس       | ؟          |
| عثيمينة     | ؟          |
| ماساطة      | ؟          |
| موسى        | ؟          |
| تادمايت     | ؟          |
| تاوريرت     | ؟          |
| توغزرين     | ؟          |

## الأعلام
1. سيدي الحاج أبختي: هو أحد أعلام قصر غرميانو وأوليائه، وتقام له زيارة سنوية.[1]
2. سيدي مولاي عبد الواحد البريشي: هو أحد أعلام قصر غرميانو وأوليائه، وتقام له زيارة سنوية.[1]